# Milano-Sanremo 1995
La Milano-Sanremo 1995, ottantaseiesima edizione della corsa e valida come evento d'apertura della Coppa del mondo di ciclismo su strada 1995, fu disputata il 18 marzo 1995, per un percorso totale di 294 km. Fu vinta dal francese Laurent Jalabert, al traguardo con il tempo di 6h45'20" alla media di 43.52 km/h.
Partenza a Milano con 193 corridori di cui 162 portarono a termine il percorso.

## Resoconto degli eventi
A pochi chilometri dal traguardo grazie anche a due moto che si toccano, risulta determinante lo scatto di Maurizio Fondriest che si trascina a ruota Laurent Jalabert.
I due giungono alla volata insieme, con Jalabert che si impone a braccia alzate senza difficoltà su Fondriest, che a sua volta alza le braccia come segno di impotenza dietro lo sprinter francese.

## Ordine d'arrivo (Top 10)
| Pos. | Corridore          | Squadra       | Tempo    |
| ---- | ------------------ | ------------- | -------- |
| 1    | Laurent Jalabert   | ONCE          | 6h45'20" |
| 2    | Maurizio Fondriest | Lampre        | s.t.     |
| 3    | Stefano Zanini     | Gewiss-Ballan | a 4"     |
| 4    | Davide Rebellin    | MG Maglificio | s.t.     |
| 5    | Michele Bartoli    | Mercatone Uno | s.t.     |
| 6    | Fabiano Fontanelli | ZG Mobili     | a 13"    |
| 7    | Dmitrij Konyšev    | Aki-Gipiemme  | a 14"    |
| 8    | Claudio Chiappucci | Carrera       | a 17"    |
| 9    | Jesper Skibby      | TVM-Polis     | s.t.     |
| 10   | Fabio Baldato      | MG Maglificio | s.t.     |